# Sjøvassbotn
Sjøvassbotn est une localité du comté de Troms, en Norvège.

## Géographie
Administrativement, Sjøvassbotn fait partie de la kommune de Tromsø.